# Josep Barris i Buixó
Josep Barris i Buixó (Darnius, 1817 – Palafrugell, 1890) fou un industrial surer, fundador de la Casa Barris. Va participar en els afers públics de Palafrugell en diferents càrrecs, com el d'alcalde (1868 – 1869) o diputat provincial, i va col·laborar en la construcció del convent i de l'escola de les germanes carmelites, l'actual Col·legi Vedruna.
L'antiga fàbrica i la casa familiar dels Barris rep actualment el nom de plaça de les Palmeres, per les palmeres que havien estat plantades als patis.